# イェレミア・ランビタン
イェレミア・エーリッヒ・ヨチェ・ヤコブ・ランビタン（英語: Yeremia Erich Yoche Yacob Rambitan、1999年10月15日 - ）は、インドネシアの男子バドミントン選手。

## 経歴
2017年の世界ジュニア選手権では、リノフ・リファルディとペアを組んで銅メダルを獲得した。
2019年からは、プラムデャ・クスマワルダナとペアを組む。
2021年のスペイン・マスターズでは、準々決勝で第1シードのキム・アストルプ / アンダース・スカールプ・ラスムセンを破り、決勝では同胞ペアを破って優勝した。BWFワールドツアー初タイトル獲得となった。
2022年のアジア選手権では、2回戦目で第6シードのオン・ユーシン / テオ・イーイに勝利。準々決勝で第2シードの保木卓朗 / 小林優吾に勝利。準決勝で第4シードのファジャル・アルフィアン / ムハマド・リアン・アルディアントに勝利。そして決勝で第5シードのアーロン・チア / ソー・ウーイックを破り優勝と、ノーシードでランキング上位ペアを次々と破りビッグタイトルを獲得した。
2023年のインドネシア・オープンでは、世界ランク2位の梁偉鏗 / 王昶を僅差で逆転勝利し準決勝に進むが、アーロン・チア / ソー・ウーイックに逆転され敗れ、惜しくも敗退した。